# Ал Салам џамија
Ал Салам џамија или арапски културни центар (укр. Арабський культурний центр) се налазе у Одеси.  

## Историјат
Одеса је изграђена на месту древног татарског насеља Хаџибеј. Насеље је основао кан Крима Хаџи I Гиреј 1240. године, а првобитно је назван по њему као Хаџибеј. Татарска џамија коју је саградио архитекта Карбалаји Сафихан Карабахи се налазила у центру града, а поред ње и муслиманско гробље. Са доласком совјетске власти, живот муслимана у Одеси се драматично променио. Татарски мула Сабирзјан Сафаров је стрељан, џамија је затворена и касније уништена, као и муслиманско гробље. Ал Салам џамија је отворена јуна 2001. године. Арапски културни центар је изграђен о трошку сиријског бизнисмена Аднана Кивана, садржи бесплатну школу и библиотеку за подучавање арапског језика за све, без обзира на године или националност.